# Xylaria kaumanae
Xylaria kaumanae är en svampart som beskrevs av J.D. Rogers, Hemmes & Y.M. Ju 2003. Xylaria kaumanae ingår i släktet Xylaria och familjen kolkärnsvampar.   Inga underarter finns listade i Catalogue of Life.